# Huawei GR3
Huawei GR3 — смартфон серії G компанії Huawei. Був представлений в січні 2016 року. Також 2 грудня 2015 року в Китаї був представлений Huawei Enjoy 5S, що відрізняється від GR3 присутністю сканера відбитків пальців.

## Дизайн
Екран виконаний зі скла. Корпус виконаний з алюмінію з пластиковими вставками зверху та знизу.
Знизу розміщені роз'єм microUSB та мікрофон. Зверху розташований 3.5 мм аудіороз'єм. З лівого боку розташовані слоти під 2 SIM-картки і карту пам'яті формату microSD до 64 ГБ. З правого боку розміщені кнопки регулювання гучності та кнопка блокування смартфона. Динамік, другий мікрофон та сканер відбитків пальців, що присутній тільки в моделі Enjoy 5S, розміщені на задній панелі.
Huawei GR3 продавався в сріблястому та золотому кольорах.

## Технічні характеристики

### Платформа
Смартфон отримав процесор MediaTek MT6753T та графічний процесор Mali-T720MP3.

### Батарея
Батарея отримала об'єм 2200 мА·год.

### Камери
Смартфон отримав основну камеру 13 Мп, f/2.0 з автофокусом та можливістю запису відео в роздільній здатності 1080p@30fps. Фронтальна камера отримала роздільність 5 Мп (ширококутний) та здатність запису відео у роздільній здатності 720p@30fps.

### Екран
Екран IPS LCD, 5.0", HD (1280 x 720) зі щільністю пікселів 294 ppi та співвідношенням сторін 16:9.

### Пам'ять
Смартфон продавався в комплектації 2/16 ГБ.

### Програмне забезпечення
Смартфон працює на EMUI 3.1 на базі Android 5.1.1 Lollipop.